# Косинський Владислав Володимирович
Владисла́в Володи́мирович Коси́нський (нар. 21 вересня 1974, Бородянка Київська область) — генерал-майор, колишній заступник Голови Служби безпеки України.

## Робота в СБУ
З вересня 2001 року розпочав службу в органах СБУ на посаді оперуповноваженого міськрайвідділу у Київській області. Працював у підрозділах по боротьбі з корупцією, контррозвідувального захисту стратегічної інфраструктури, боротьби з тероризмом.
У січні 2014 року брав участь в обшуках підприємств Групи компаній S.Group.
У 2015—2016 роках очолює Управління внутрішньої безпеки СБУ.
З березня 2016 по лютий 2017 року був заступником начальника Департаменту захисту національної державності СБУ.
З 2017 до березня 2019 року очолював Управління СБУ в Сумській області.
4 квітня 2019 року призначено на посаду заступника Голови Служби безпеки України. Звільнений з посади 11 червня.

### Управління внутрішньої безпеки
В жовтні 2015 року Косинський очолив управління внутрішньої безпеки СБУ. В ході брифінгу 2 грудня 2015 року заявив: «У мої функціональні обов'язки входить боротьба з корупцією серед чиновників державної служби безпеки. За останні 4 місяці у нас зібрані матеріали, порушені кримінальні справи, деякі з них знаходяться в судах, на 29 співробітників СБУ. Це підкреслює наш системний підхід до боротьби з корупцією в системі СБУ».Працював над викриттям організованої злочинної група, яка займалася переміщенням товарів та транспортних засобів із тимчасово окупованої території.

### УСБУ в Сумській області
14 лютого 2017 року указом Президента України Косинського призначено головою Управління СБУ в Сумській області. Косинський сформував нову команду. В умовах люстрації, також були звільнені з займаних посад деякі керівники територіальних підрозділів УСБУ в області. УСБУ активно працювало і з тимчасово переміщеними особами з Донеччини і Луганщини, на предмет виявлення серед них сепаратистськи налаштованих громадян.

## Критика
У лютому 2015, після оголошення у розшук Сергія Ганжі Радикальна партія Олега Ляшка блокувала трибуну парламенту із вимогою звільнити Косинського.
У липні 2017 року народний депутат Сергій Євтушок звернувся до генерального прокурора України Юрія Луценка із вимогою розслідувати факти збору Косинським інформації про депутатів місцевих рад від партії «Батьківщина». Депутат також заявив, що одним із об'єктів збору інформації Косинським є міський голова Сум Олександр Лисенко.
У жовтні 2017 року компанія S.Group оприлюднила звернення, в якому звинуватила Косинського в фабрикуванні кримінальної справи проти свого співробітника щодо нібито торгівлі із окупованими територіями Донбасу.
У лютому 2018 року депутати Сумської обласної ради ініціювали звернення до Президента України щодо звільнення Косинського з посади.
В лютому 2018 року народний депутат Віталій Купрій оприлюднив інформацію про тісні зв'язки Владислава Косинського зі співвласником мережі супермаркетів «АТБ-Маркет» Геннадієм Буткевичем. У квітні 2018 року Національне антикорупційне бюро України зареєструвало 2 кримінальні провадження (№ 52018000000000469 стосовно Косинського, № 52018000000000470 стосовно Буткевича) за фактами користування Косинським гелікоптером Буткевича в особистих цілях.